# ويلسون المغفل
ويلسون المغفل (1894): رواية للكاتب الأمريكي مارك توين. تدور المكيدة الرئيسة فيها حول ولدين أحدهما وُلد في العبودية، وله أصول سوداء بنسبة 1/32، والآخر أبيض ووُلد سيدًا للمنزل. يُبدّل الولدان، اللذان يبدوان متشابهين، في طفولتهما. ويتربى كل منهما في المكان الاجتماعي للآخر.
كُتبت القصة في ذا سينشري ماغازين(1893-1894)، قبل نشرها على شكل رواية في العام 1894.

## الحبكة
المكان هو مدينة داوسونز لاندينغ الخيالية الحدودية على ضفاف نهر الميسيسيبي في النصف الأول من القرن التاسع عشر. ديفيد ويلسون محامٍ شاب، ينتقل إلى المدينة، وتُفهم إحدى علامات الذكاء لديه بشكل خاطئ، ما يجعل السكان المحليين يصفونه على أنه «مغفل». لم تجعله هوايته في جمع بصمات الأصابع في مكانة أفضل في أعين سكان البلدة، الذين يعتبرونه غريب الأطوار ولا يألَفون ممارسته للمحاماة.
يبقى ويلسون «المغفل» في الخلفية بينما يتحول التركيز إلى العبدة روكسي، وابنها، والعائلة التي يخدمونها. روكسي سوداء بنسبة واحد من ستة عشر وأغلبية بيضاء، وابنها فاليت دي تشامبر (يُشار إليه ب«تشامبر») هو أسود بنسبة 1/32. روكسي مسؤولة مبدئيًا عن الاهتمام بابن سيدها المهمل توم دريسكول، وهو بنفس عمر ابنها. بعد القبض على عبيد يسرقون وبيعهم «أسفل النهر» إلى سيد في أقصى الجنوب، تخاف روكسي على نفسها وعلى ابنها. تفكر في قتل نفسها وقتل ابنها، لكنها تقرر أن تُبدل تشامبر وتوم وهما في سريريها لتمنح ابنها حياةً حرة سعيدةً.
ينتقل الراوي عقدين من الزمن. توم دريسكول (فاليت دي تشامبر سابقًا)، تربّى معتقدًا أنه أبيض ويتحول إلى أرستقراطي مدلّل. وهو شاب أناني مستهتر. توفي والد توم ومنح روكسي حريتها في وصيته. عملت لمدة من الزمن على قوارب النهر، ووفرت المال من أجل تقاعدها. عندما تصبح أخيرًا قادرة على التقاعد، تكتشف أن مصرفها قد أفلس وأن جميع مدخراتها ضاعت. تعود إلى داوسون لاندينغ لتطلب المال من توم.
يرد توم على روكسي بسخرية. تخبره الحقيقة عن أصله وأنه ابنها وجزء منه أسود، وتبتزه كي يساعدها ماديًا.
يزور توأمان نبيلان إيطاليان داوسونز لاندينغ من أجل استعراض موسيقي، ويتشاجر توم مع أحدهما. بسبب حاجته الماسة للمال، يسرق توم عمه الغني ويقتله، ويقع اللوم عن طريق الخطأ على أحد الإيطاليين. انطلاقًا من تلك النقطة، تتواصل أحداث الرواية على أنها رواية جريمة. في مشهد قاعة المحكمة، يُحلّ اللغز بأكمله عندما يشرح ويلسون، من خلال بصمات الأصابع، أن توم هو القاتل، وليس دريسكول الوريث الحقيقي.
على الرغم من استعادة توم دريسكول الحقيقي لحقوقه، لكن حياته تتغير نحو الأسوأ. لأنه تربى على أنه عبد، لذا يشعر بقلق شديد بسبب وجوده في مجتمع البيض. في الوقت نفسه، باعتباره رجلًا أبيض، يُستبعد بشكل أساسي من شركة السود.
في التطور الأخير، ينجح دائنوا والد توم بتقديم عذر للحاكم كي يلغي عقوبة سجن توم. باعتبار أنه وُلد لأم عبدة، فإنه يُصنف على أنه عبد وهو بشكل قانوني أحد ممتلكات الدولة الخاصة. يُباع «لأسفل النهر»، ويساعد الدائنين في تعويض خسارتهم.

## روابط خارجية
- ويلسون المغفل على موقع الموسوعة البريطانية (الإنجليزية)
- ويلسون المغفل على موقع الموسوعة البريطانية (الإنجليزية)